# Raccordo autostradale 11
Il raccordo autostradale 11 (RA 11), comunemente noto con il nome di superstrada Ascoli-Mare, è un raccordo autostradale gestito dall'Anas che collega Ascoli Piceno all'autostrada Adriatica, in variante al vecchio tracciato della strada statale 4 "Via Salaria" che in precedenza svolgeva tale funzione.

## Storia
Sin dall'antichità, Ascoli Piceno era collegata alla costa adriatica e alla capitale Roma per mezzo della strada consolare Via Salaria, che negli anni Venti fu classificata tra le strade statali con il nome di Strada statale 4 Via Salaria.
Negli anni cinquanta fu deciso che la Salaria sarebbe stata rettificata e allargata lungo tutto il suo percorso, trasformandola quindi in strada a scorrimento veloce, e i primi cantieri furono avviati negli anni sessanta.
La variante al tratto finale della Salaria, tra Ascoli Piceno e l'innesto con l'autostrada Adriatica a Porto d'Ascoli, inizialmente doveva essere realizzata come strada a scorrimento veloce e mantenere il nome e la classificazione di "SS4 Salaria". I primi progetti in merito furono realizzati dall'amministrazione provinciale di Ascoli negli anni Sessanta; il progetto definitivo, completato dalla Cassa del Mezzogiorno prima del 1971, prevedeva una spesa di 8,65 miliardi.
Successivamente, invece, si scelse di dargli la qualifica di raccordo autostradale e quindi di realizzarlo come superstrada a doppia carreggiata; perciò la variante prese il nome di "raccordo autostradale 11" o di "raccordo Ascoli-Mare". I lavori furono eseguiti e completati nel corso degli anni Ottanta.
Alla costruzione dell'infrastruttura, partecipo' anche il Gruppo Industriale Rozzi di Costantino Rozzi, azienda di costruzione edile di Ascoli, esperta di strutture in C.A.P., con cui costrui' molte strade a scorrimento veloce e stadi in Italia.

### Istituzione e classificazione
Il raccordo è stato classificato come autostrada con la denominazione di raccordo autostradale con d.m. del 18 dicembre 1990 (GU 24 del 29 gennaio 1991). Contestualmente, il tratto Ascoli Piceno - Porto d'Ascoli della strada statale 4 Via Salaria venne declassato a strada provinciale e assunse il nome di "SP 235 Via Salaria" (SP ex SS 4 o SP 235).
Il decreto legislativo 29 ottobre 1999, n. 461 non ha incluso il RA 11 tra le autostrade italiane ma tra la rete stradale a viabilità ordinaria di interesse nazionale ed è stato classificato inizialmente come SS 4 RA Ascoli-Porto d'Ascoli.
Tuttavia con il successivo decreto del presidente del Consiglio dei ministri del 23 novembre 2004 (Gazzetta Ufficiale n. 298 del 21 dicembre 2004) è stata assegnata al raccordo la numerazione RA 11.
Il raccordo presenta i segnali di inizio e fine autostrada.

## Percorso
Il raccordo è a due carreggiate separate da new-jersey in cemento, a due corsie per senso di marcia con banchina pavimentata a destra. Il raccordo autostradale comincia a San Benedetto del Tronto nella località Porto d'Ascoli, incrocia immediatamente al primo chilometro la A14, e termina ad Ascoli Piceno poco prima dello svincolo di Ascoli Piceno centro, dove confluisce nella Strada statale 4 Via Salaria, arteria che ha caratteristiche di strada a scorrimento veloce che percorrendola è possibile raggiungere Rieti e arrivare fino a Roma. Tramite la diramazione  con la Strada statale 685 delle Tre Valli Umbre ad Arquata del Tronto, è possibile raggiungere l'Umbria. Inoltre, a 7 km oltre la fine del raccordo si trova l'innesto con la strada statale 78 Picena che collega il capoluogo di Ascoli con quello di Macerata.
| ASCOLI - - PORTO D'ASCOLI Superstrada Ascoli-Mare | |       |       |           |
| Tipo                                              | Indicazione | ↓km↓  | ↑km↑  | Provincia |
|                                                   | Via Salaria Acquasanta Terme - Arquata del Tronto Parco nazionale dei Monti Sibillini - Monti della Laga Roma - Rieti - delle Tre Valli Umbre - Spoleto | 179,5 | 179,5 | AP        |
|                                                   | Ascoli Piceno centro Castel Trosino Colle San Marco - Monte Piselli                                                                                     | 0,0   | 26,0  | AP        |
|                                                   | Ascoli Piceno est - Folignano Piceno Aprutina - Teramo Ospedale generale provinciale "Costanzo e Gaetano Mazzoni" Zona industriale                      | 2,7   | 23,6  | AP        |
|                                                   | Maltignano Sant'Egidio alla Vibrata | 5,7   | 20,6  | AP        |
|                                                   | Ancarano - Castel di Lama Zone industriali Ascoli Piceno-Ancarano Appignano del Tronto - Offida - Castorano - Sant'Egidio alla Vibrata                  | 10,3  | 16,0  | TE        |
|                                                   | Spinetoli Pagliare - Colli del Tronto - Castorano Controguerra - Corropoli - Torano Nuovo                                                               | 14,5  | 11,8  | AP        |
|                                                   | Monsampolo del Tronto Acquaviva Picena - Colonnella - Controguerra                                                                                      | 19,2  | 7,1   | AP        |
|                                                   | Monteprandone Centobuchi - ex SS 4 Salaria | 24,2  | 0,5   | AP        |
|                                                   | Autostrada A14 Bologna-Taranto | 24,5  | 2,0   | AP        |
|                                                   | Adriatica San Benedetto del Tronto - Martinsicuro - Alba Adriatica                                                                                      | 26,0  | 0,0   | AP        |